# Servicio Central de Seguridad
El Servicio Central de Seguridad (CSS) (en inglés Central Security Service) es una agencia del Departamento de Defensa de Estados Unidos, el cual fue creado en 1972 para integrar la Agencia de Seguridad Nacional (NSA) y el Servicio de Elementos Criptológicos (SCE) de las Fuerzas Armadas de Estados Unidos en el campo de inteligencia de señales, criptología y aseguramiento de la información en el nivel táctico. En 2002, el CSS tenía aproximadamente 25,000 miembros uniformados.

## Historia
Después de que terminara la Segunda Guerra Mundial, los Estados Unidos tenían dos organizaciones militares para la recolección de inteligencia de señales (SIGINT): la Agencia de Seguridad del Ejército (ASA) y la Organización de Inteligencia de Comunicaciones Naval (OP-20-G). La última fue desactivada y reorganizada en la mucho menor Actividades de Soporte de Comunicaciones (CSA) en 1946, dejando a la ASA como la principal agencia de SIGINT de EE. UU. Además, la fuerza aérea estableció su propio Servicio de Seguridad de la Fuerza Aérea de EE. UU. (USAFSS) para la recolección de inteligencia de comunicaciones en 1948.
El 20 de mayo de 1949, el Secretario de Defensa creó la Agencia de Seguridad de las Fuerzas Armadas (AFSA), el cual se hizo responsable para la dirección y control de todas las actividades de inteligencia de comunicaciones de los EE. UU. (COMINT) y de seguridad de comunicaciones (COMSEC). Aun así, en el nivel táctico estas tareas continuaron siendo ejercidas por las agencias del ejército, armada y fuerza aérea respectivamente, las cuales no estaban dispuestas a aceptar la autoridad de la recientemente creada AFSA. Al tratar de conseguir control sobre los elementos militares de SIGINT, AFSA fue reemplazada por la nueva y más poderosa Agencia de Seguridad Nacional (NSA) el 24 de octubre de 1952.
La inteligencia militar táctica era tradicionalmente recogida por soldados, marineros, aviadores, marines y guardacostas especializados desplegados alrededor del mundo. Por ejemplo, durante la Guerra de Vietnam, cada servicio militar desplegó sus propias unidades criptológicas, apoyadas por la NSA, lo cual instaló un número de Grupos de Soporte de SIGINT (SSGs) como puntos de fusión de inteligencia de señal. Con necesidades criptológicas crecientes, los sistemas de SIGINT militares tuvieron que ser actualizados y unificados y por tanto,  se planeó que se integrara la NSA y el Servicio de Agencias Criptológicas (SCAs) en un nuevo comando uniﬁcado, con la NSA absorbiendo las funciones de la SCA.
Según James Bamford, NSA/CSS fue inicialmente concebido como un cuarto servicio "separado" junto a las tres Fuerzas Armadas de Estados Unidos. Los últimos se resistieron a esta idea, y por lo tanto el CSS se fundó como una organización inter-servicio. El Servicio Central de Seguridad fue establecido por Directiva Presidencial en febrero de 1972 para promover el trabajo conjunto entre la Agencia de Seguridad Nacional (NSA) y el Servicio de Elementos Criptológicos (SCEs) de las fuerzas armadas.
La nueva solución NSA/CSS mejoró los estándares de rendimiento y formación y fue la base para mayor centralización de la NSA y varios elementos criptológicos y capacidades militares.

## Estructura
El Jefe del Servicio Central de Seguridad (CH/SCS) es el director de la Agencia de Seguridad Nacional (DIRNSA), quién también sirve como Comandante del Cibercomando de Estados Unidos (USCYBERCOM) y es el oficial de más alto rango militar de estas organizaciones. El Jefe actual del SCS es el Almirante Michael S. Rogers, USN.
Una función específica del SCS es que la del Subjefe de CSS (DCH/SCS), quién es el asesor principal en asuntos criptológicos militares al Director de la NSA en su función como Jefe de SCS. El subjefe supervisa el sistema criptológico militar y dirige la relqación conjunta entre NSA/CSS y el Servicio de Elementos Criptológicos. También asegura que las capacidades militares cumplan la Estrategia Criptológica Nacional. El actual subjefe del CSS es el Mayor General Mark W. Westergren.
Actualmente, el Servicio Central de Seguridad comprende las siguientes organizaciones de inteligencia militar y de seguridad:
- Inteligencia de Ejército de los EE. UU. y Comando de Seguridad (INSCOM, anteriormente Agencia de Seguridad de Ejército de EE. UU.)
- Batallón Marino de Soporte Criptológico (MCSB)
- Cibercomando de la Flota de EE. UU. (anteriormente Grupo de Seguridad Naval)
- Agencia de ISR de la Fuerza Aérea (AFISRA, anteriormente Agencia de Inteligencia del Aire)
- Inteligencia de la Guardia Costera (CGI)

Estos Servicios de Elementos Criptológicos constan de varias unidades subordinadas para tareas concretas, estacionadas tanto domésticamente como en el extranjero. INSCOM tiene más de 15 brigadas, grupos y centros con presencia en más de 180 ubicaciones en todo el mundo; MCSB consta de siete compañías, cinco de los cuales están en los EE. UU., uno en Hawái y uno en Inglaterra; y AFISRA tiene cinco alas importantes y cuatro soportados con aproximadamente 17,000 personas en 65 ubicaciones en todo el mundo.

## Tareas
Para todas las actividades relacionadas con SIGINT,  estas organizaciones de inteligencia militar y de seguridad son parte del Servicio Central de Seguridad y por tanto subordinadas al Director de la NSA en su función de Jefe del SCS. Para asuntos administrativos y soporte logístico, estas organizaciones criptológicas son parte de su servicio de padre respectivo de las Fuerzas Armadas de Estados Unidos. Otras unidades relacionadas con SIGNINT y recursos de las fuerzas armadas pueden ser subordinados al Jefe del SCS por el Secretario de Defensa con el consejo de los Jefes del Estado Mayor.
El trabajo día-a-día del SCS es capturar señales del enemigo (radar, telemetría, comunicaciones de satélite/radio) utilizando los medios del servicio implicado. Por ejemplo, la Armada tiene submarinos especiales para interceptar Cables submarinos; la Fuerza Aérea opera aeronaves con antenas sofisticadas y equipo de procesamiento para escuchar radares y radio enemigas; y en la tierra, el Ejército opera equipamiento de escucha similar.

## Emblema
Después de su creación, el SCS no tuvo ningún emblema propio por muchos años, por lo que en 1996, se creó un sello para el Servicio Central de Seguridad a petición del Director de la NSA Kenneth A. Minihan. El fondo azul del emblema de la SCS representa "fidelidad" y "rapidez", con los símbolos para los elementos criptológicos del servicio provistos mostrados en el sentido de las agujas del reloj desde arriba como sigue: Inteligencia de Ejército y Comando de Seguridad, Cuerpos de Marines de Estados Unidos, Grupo de Seguridad Naval, Guardia Costera de los Estados Unidos e Inteligencia de la Fuerza Aérea, Agencia de Vigilancia y Reconocimiento;  con el símbolo de la NSA en el centro.